# Steve Fossett
James Stephen Fossett, detto Steve (Jackson, 22 aprile 1944 – Sierra Nevada, 3 settembre 2007), è stato un aviatore, navigatore e avventuriero statunitense.
Fece la sua fortuna economica dapprima nel mercato delle materie prime, poi nei servizi finanziari e divenne famoso registrando numerosi record del mondo: tra essi, il più famoso fu sicuramente quello che lo ricorda come il primo pilota ad aver compiuto il giro del mondo in solitaria senza scalo in mongolfiera, impresa che realizzò nel 2002 (la prima circumnavigazione del mondo in pallone senza scalo in assoluto fu realizzata da Bertrand Piccard e Brian Jones nel 1999 a bordo del Breitling III).

## I record
Fossett stabilì 116 record mondiali in cinque diverse specialità dei quali 60 erano imbattuti al momento della sua morte.
Nel febbraio 1995 fu il primo a compiere una trasvolata in solitaria dell'Oceano Pacifico in mongolfiera partendo dalla Corea del Sud e atterrando in Saskatchewan, Canada.
Con il maxi-catamarano Cheyenne Fossett con il suo equipaggio stabilì nell'ottobre del 2001 il record di velocità di traversata dell'Atlantico in 4 giorni 17 ore e 28 minuti, battendo il precedente record di ben 43 ore e 35 minuti.
Tra il 2000 e il 2003 stabilì numerosi record di velocità per aerei civili con il Cessna Citation 750 X, tra cui il giro del mondo alla media di 901,07 km/h e sul percorso San Diego (California) - Charleston (Carolina del Sud) a 1169,71 km/h.
Il 3 luglio 2002 stabilì il record di tempo nella circumnavigazione della Terra con la mongolfiera Spirit of Freedom, in solitaria e senza scalo, in 13 giorni, 8 ore e 33 minuti, con partenza il 19 giugno 2002 dall'Australia Occidentale e arrivo nel Queensland, sempre in Australia, percorrendo un totale di 33195 km. Con questa impresa stabilì anche il record di velocità con una mongolfiera a 322 km/h, superando il record di 270 km/h che già gli apparteneva.
All'inizio del 2004 come skipper del catamarano Cheyenne circumnavigò il globo in 58 giorni e 9 ore. Sia questo record che quello della traversata atlantica saranno poi battuti dal francese Bruno Peyron.
Il 27 ottobre 2004 conquistò il record di velocità con un dirigibile, uno Zeppelin NT alla media di 60,4 nodi pari a 111,8 km/h, facendo registrare una velocità massima di 62,2 nodi, pari a 115 km/h. Fossett era uno dei soli 17 piloti ad avere la licenza per volare con lo Zeppelin.
Tra il 28 febbraio e il 3 marzo 2005 con il Virgin Atlantic GlobalFlyer, un aeroplano appositamente progettato, spinto da un motore turbofan, stabilì il record di circumnavigazione del pianeta in solitaria, senza scalo e senza rifornimento, in 67 ore ovvero in 2 giorni, 19 ore, 1 minuto e 46 secondi alla velocità di 590,7 Km/h, demolendo il precedente record del Rutan-Voyager che era di 9 giorni e 3 minuti. Decollo e atterraggio avvennero in Kansas percorrendo 36912 km, mancando così anche il record sulla distanza di soli 125 km.

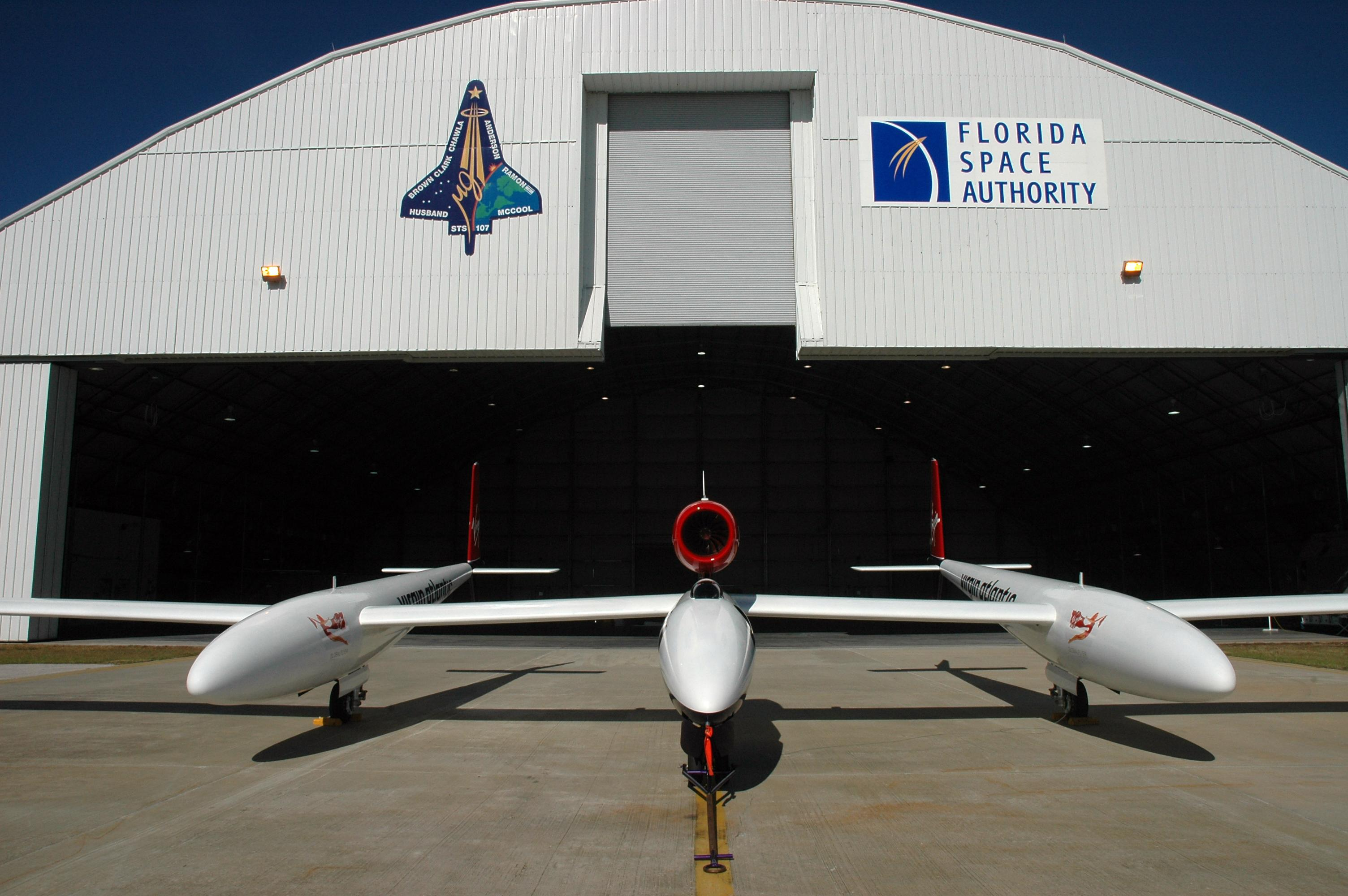
Il GlobalFlyer al Kennedy Space Center

Nel febbraio 2006, sempre con il GlobalFlyer e in solitaria senza scalo, decollò dal Kennedy Space Center all'attacco del record sulla distanza, prevedendo di atterrare al Kent International Airport. Dopo un volo durato 76 ore e 45 minuti atterrò in emergenza ma senza danni all'aeroporto di Bournemouth in Inghilterra stabilendo il record sulla distanza con 41467 km.
Il 29 agosto 2006 in Argentina registrò il record assoluto di altitudine con un aliante. Insieme al co-pilota Einar Enevoldson volarono nella stratosfera a 15460 metri (50727 piedi). Fossett e Enevoldson avevano già fatto diversi tentativi in vari continenti, il primo dei quali nella primavera del 2002, superando quota 42000 piedi nei cieli della Sierra Nevada in California, proprio dove 5 anni dopo Fossett precipiterà con il suo aereo.

## La morte
Il 3 settembre 2007, tentando una nuova impresa, partì in aeroplano da Smith Valley, Nevada: da quel momento si persero le sue tracce. Il 2 ottobre la Civil Air Patrol lanciò una missione di ricerca e perlustrazione, ma non ottenne nessun risultato. Il 26 novembre la moglie chiese che venisse riconosciuta la morte legale di Fossett, che venne dichiarata il 14 febbraio 2008.
Il 2 ottobre 2008 le autorità comunicarono di aver rinvenuto i rottami dell'aereo su un altipiano a 3000 metri di altitudine, nella zona della Sierra Nevada dei Mammoth Lakes, al confine tra California e Nevada.
La sera del 1º ottobre 2008 infatti un osservatore aveva avvistato dei rottami in zona, dopo che alcuni escursionisti avevano segnalato il ritrovamento nei pressi, nel territorio di un Parco al confine tra California e Nevada, di alcuni effetti personali attribuiti a Steve Fosset (licenza da pilota, una maglietta).
Esaminato il punto di impatto si notò che i rottami erano dispersi in un'area di 50 per 120 metri, segno evidente di un impatto violento e frontale. Il 31 ottobre 2008 dopo accurate ricerche furono ritrovate due ossa a 800 m dal luogo di impatto. Il 9 luglio 2009, l'NTSB ha dichiarato che la probabile causa dell'incidente era "l'incontro involontario del pilota con correnti discendenti che superavano la capacità di salita dell'aereo." Secondo le autorità nel giorno dell'incidente erano infatti presenti correnti discendenti di circa 300 piedi al minuto. L'aereo utilizzato era però capace a quella altitudine di ottenere una velocità di salita pari proprio a 300 piedi al minuto, non di più, quindi uguale alle correnti discendenti presenti nella giornata del volo, cosa che non permise all'aereo di contrastarle per poter salire di quota e superare il picco dell'altipiano su cui andò a sbattere. 
Furono ritrovate anche le scarpe da ginnastica e la patente segnate da evidenti segni di morsi di animali, che si presume abbiano trascinato il corpo. Il 3 novembre 2008 fu confermato, tramite risultato del test del DNA, che i resti trovati appartenevano a Steve Fossett.

## Steve Fossett e lo scautismo
L'interesse di Fossett per l'avventura iniziò presto, grazie alla sua partecipazione ai Boy Scouts of America.
In seguito, raggiunto il successo, entrò a far parte del Comitato Esecutivo Nazionale di quell'associazione, e in un secondo tempo anche del Comitato Mondiale Scout, da cui però si dimise nel 2006.